# Sure (Lied)
Sure ist ein Lied der britischen Pop-Band Take That aus dem Jahr 1994. Es wurde von Gary Barlow, Mark Owen und Robbie Williams geschrieben und am 3. Oktober 1994 vorab als erste Single des dritten Studioalbums Nobody Else ausgekoppelt.

## Hintergrund
Sure wurde von Gary Barlow, Mark Owen und Robbie Williams geschrieben und von der als Produktionsteam fungierenden Musikgruppe Brothers in Rhythm gemeinsam mit Gary Barlow produziert. Es erschien im Oktober 1994 über die Label RCA und BMG als Single. Es handelt sich um einen Midtempo-Popsong, bei dem Barlow überwiegend den Leadgesang übernimmt. Im Songtext ist sich der Protagonist sicher, dass er seine Liebe gefunden hat, nachdem er anfangs daran gezweifelt hat.

## Musikvideo
Auch ein Musikvideo wurde zu dem Song gedreht. Darin ist die Band zunächst in einem etwa dreiminütigen Intro zu sehen, wie sie in einer Wohngemeinschaft zusammenlebt. Robbie Williams bringt die Einkäufe nach Hause. Dann beginnt der eigentliche Song, zu dem die Band tanzend und mit einigen Frauen feiernd gezeigt wird.

## Rezeption

### Charts und Chartplatzierungen
Sure wurde nach Pray, Relight My Fire, Babe und Everything Changes zum fünften Nummer-eins-Hit Take Thats im Vereinigten Königreich.
| ChartsChartplatzierungen     | Höchstplatzierung | Wochen |
| ---------------------------- | ----------------- | ------ |
| Deutschland (GfK)            | 24 (16 Wo.)       | 16     |
| Schweiz (IFPI)               | 24 (11 Wo.)       | 11     |
| Vereinigtes Königreich (OCC) | 1 (15 Wo.)        | 15     |

| ChartsJahrescharts (1994)    | Platzierung |
| ---------------------------- | ----------- |
| Vereinigtes Königreich (OCC) | 42          |

### Auszeichnungen für Musikverkäufe
| Land/Region                  | Auszeichnungen für Musikverkäufe (Land/Region, Auszeichnung, Verkäufe) | Verkäufe |
| ---------------------------- | ---------------------------------------------------------------------- | -------- |
| Vereinigtes Königreich (BPI) | Silber                                                                 | 200.000  |
| Insgesamt                    | 1× Silber ·                                                            | 200.000  |